# Husdal
Das Husdal (norwegisch für Haustal) ist ein kurzes Tal an der Nordküste Südgeorgiens. Es liegt westsüdwestlich des Kopfendes des Husvik Harbor.
Das UK Antarctic Place-Names Committee benannte das Tal 1991 in Anlehnung an die Benennung des Husvik Harbor und der dort befindlichen Walfangstation Husvik.